# Alyn and Deeside
Alyn and Deeside var ett distrikt i grevskapet Clwyd, i Wales. Detta distrikt hade 74 500 invånare år 1992. Distriktet upprättades den 1 april 1974 genom att stadsdistrikten Buckley och Connah’s Quay slogs ihop med del av landsdistriktet Hawarden. Det avskaffades 1 april 1996 och blev en del av Flintshire.